# Vasiúrinskaya
Vasiúrinskaya (del ruso: Васю́ринская) es una stanitsa del raión de Dinskaya del krai de Krasnodar del sur de Rusia. Está situada en la orilla septentrional del embalse de Krasnodar del río Kubán, 19 km al sudeste de Dinskaya y 32 km al este de Krasnodar, la capital del krai. Tenía 13 339 habitantes en 2010.
Es cabeza del municipio Vasiúrinskoye, al que pertenecen asimismo Sévero-Kavkazskoi Zonalnoi Opytnoi Stantsi VNIILR, Zheleznodorozhnogo raziezda Redutski y Zheleznodorozhnoi Stantsi Vasiúrinskaya. El municipio contaba con 13 710 habitantes en 2010.

## Historia
La localidad fue fundada en 1794 como una de las primeras cuarenta stanitsas de los cosacos del Mar Negro en el Kubán. Debe su nombre a Iván Vsiurin, uno de los líderes militares de los cosacos de Zaporozhia en el Sich de Zaporozhia. Era considerada la más oriental de las stanitsas de los cosacos del Mar Negro, Kubán arriba, las stanitsas estaban adscritas a los cosacos de la Línea del Cáucaso, principalmente procedentes del Don. Hasta 1920 pertenecía al otdel de Ekaterinodar del óblast de Kubán.

## Composición étnica
De los 12 666 habitantes que tenía en 2002, el 90.7 % era de etnia rusa, el 3.8 % era de etnia armenia, el 2.1 % era de etnia ucraniana, el 0.5 % era de etnia alemana, el 0.4 % era de etnia bielorrusa, el 0.3 % era de etnia azerí, el 0.3 % era de etnia tártara, el 0.2 % era de etnia georgiana, el 0.1 % era de etnia adigué, el 0.1 % era de etnia griega, el 0.1 % era de etnia gitana y el 0.1 % era de etnia lezguina.

## Economía y transporte
La principal actividad económica de la localidad es la agricultura.
Cuenta con una estación de ferrocarril en la línea Krasnodar-Kropotkin.